# 交響曲第4番 (ティペット)
マイケル・ティペットの交響曲第4番は、シカゴ交響楽団の委嘱により1977年に作曲された。単一楽章形式。初演はゲオルク・ショルティ指揮シカゴ交響楽団により1977年10月6日シカゴにて行われた。ティペットの友人であり伝記の執筆をしたイアン・ケンプに献呈された。

## 編成
ティペットの総譜は大規模なオーケストラ編成を要求している。また、呼吸音を模した音響効果を得るためにテープ、サンプラー又はウィンドマシーンが用いられる。
- フルート2 (ピッコロ持ち替え), オーボエ, イングリッシュホルン, クラリネット2, バスクラリネット, ファゴット2, コントラファゴット
- ホルン6, トランペット3, トロンボーン3, チューバ2
- ティンパニ, 打楽器(4人の奏者による): 小太鼓, テノールドラム, 大太鼓, 中太鼓, シンバル, ウッドブロック, トライアングル, シロフォン, マリンバ, ヴィブラフォン, グロッケンシュピール, チューブラーベル, マラカス, クラベス), ウィンドマシーン
- ハープ, ピアノ
- 弦五部

## 楽曲構成
以下の7つの部分に分けることのできる単一楽章で書かれている。
1. 序奏と提示部
2. 展開部 1
3. 緩徐楽章
4. 展開部 2
5. スケルツォとトリオ
6. 展開部 3
7. 再現部

作曲形式の面では、ソナタ形式と幻想曲を合わせた交響詩のような作りになっている。また、作曲様式の面では、過去の自作のスタイルを結合させたものになっている。すなわち、対位法と穏やかな叙情主義が特徴的な第一期と、角立ってとげとげしいモダニズムが特徴的な第二期とを結合させた、ティペット晩年の第三期のスタイルである。弦楽四重奏曲第4番(1978)やヴァイオリン、ヴィオラ、チェロのための三重協奏曲(1978-79)のように、ティペットは1970年代後半から人生そのものをテーマにした単一楽章の楽曲をいくつか作曲しており、本作はこの一連のテーマの楽曲創作の端緒となった作品である。
ティペットはこの作品を "a birth to death piece".と呼んだ。彼はこのコンセプトを、楽曲の始めと終わりにテープ又はサンプラーによる呼吸音を模した音響効果を用いることによって際立たせた。交響曲の最後は、伴奏を伴わない息継ぎの音により締め括られる。ティペットは本作の開始部をのちに自作の弦楽四重奏曲第4番(1978)やピアノソナタ第4番(1983-84)にも引用している。